# 동인지문사육-권13~15
동인지문사육 권13∼15(東人之文四六 卷十三~十五)은 서울특별시 서대문구, 아단문고에 있는 고려시대 목판본 책이다. 1981년 3월 18일 대한민국의 보물 제710-4호로 지정되었다.

## 개요
동인지문사육(東人之文四六)은 고려시대 문인이었던 최해(崔瀣,1287∼1340)가 편집한 책이다.
그의 문집인 『졸고천백(拙藁千百)』에는 「동인문서(序)」와 「동인사륙서(序)」가 있다. 「동인문서」에 의하면 그는 우리나라 시문을 선집하여 시를「오칠」, 문을「천백」, 병려를「사륙」이라고 이름을 붙였다. 「동인사륙서」에는 「사륙」에 대해 따로 체례(體例) 문제를 서술하였다. 그러나 현재 전하는 『동인지문』에는 「오칠」, 「천백」은 거의 보이지 않고, 「사륙」만이 남아있다. 
이 책은 신라와 고려시대의 문장을 모은 것으로 가장 오래된 서적에 속한다. 이 밖에 고려 김태현의 『동국지감(東國之監)』이 있었으나 현재 전해지지 않는다.
이『동인지문사륙』권 13∼15를 간행한 것은 복주와 진주 두곳에서 이루어졌는데 고려대학교도서관 소장본(보물 제710호) 권 12와 권 15 끝을 보면 지정 15년(고려 공민왕 4년,1355)에 복주관(안동부의 옛 명칭)에서 발행한 기록이 표시되어 있다.
이 권 13∼15는 글자에 이그러진 부분과 닳아없어진 부분이 심하여 판독하기 어려운 것도 있음을 감안하면 글자를 새긴 훨씬 뒤에 인쇄·간행된 것임을 알 수 있다.

## 같이 보기
- 최해
- 동인지문사육

## 참고 자료
- 동인지문사육-권13~15 - 국가유산청 국가유산포털